# Los Cárceles
Los Cárceles es una localidad y pedanía española perteneciente al municipio de Villamalea, en la provincia de Albacete, comunidad autónoma de Castilla-La Mancha. Está situada en el extremo septentrional de la comarca de la Manchuela Albaceteña, en la confluencia de límites de las provincias de Valencia, Cuenca y Albacete.
Los Cárceles, que se asienta a orillas del río Cabriel, es el pueblo situado más al norte de la provincia de Albacete.

## Historia
A principios del siglo XX se diseñó el trazado de la línea de ferrocarril Baeza-Utiel, que debía cruzar el río por esta aldea, para lo cual se empezó a construir un gran puente cuyo esqueleto permanece en pie. Además del puente, a día de hoy podemos encontrar junto a la localidad varios túneles construidos con el mismo propósito. La línea nunca llegó a terminarse, debido al comienzo de la Guerra Civil.

## Demografía
Según el Instituto Nacional de Estadística de España, en el año 2022 Los Cárceles contaba con 5 habitantes censados, lo que representa el 0,13% de la población total del municipio.